# Ivan Kym
Ivan Kym (* 14. Mai 1971) ist ein Schweizer Tambour, Komponist und Unterhaltungskünstler. Er ist vierfacher Kranzträger am Eidgenössischen Tambouren- und Pfeiferfest als Solotambour, mehrfacher Schweizer Meister und fünffacher «Basler Trommelkönig».

## Leben
Ivan Kym wuchs in Möhlin auf dem Bauernhof auf, wo er bereits in jungen Jahren von den Trommelklängen der örtlichen Fasnacht fasziniert war.
Nach einer Ausbildung zum Forstwart arbeitete Kym einige Jahre in diesem Bereich, anschliessend als Bauarbeiter bei einer Baufirma. Heute ist er bei einer Baufirma als Bauführer, Leiter des Kundendiensts und als Lehrlingsbeauftragter tätig.
Er brachte sich das Spielen der Trommel selbst bei. Er spielte in der Trommelformation Ryburg. Im Alter von 16 Jahren begann er, eigene Stücke wie Der Wellenbrecher und Der Rhyexpress zu komponieren, die seine Vorstellung von Baslertrommeln und Schweizertrommeln widerspiegeln. 
Kym ist Familienvater von drei Kindern, darunter der Tennisspieler Jérôme Kym.

## Karriere
Kym trat regelmässig mit seinen Solonummern bei der Basler Fasnacht auf. Ausserhalb der Fasnachtszeit ist er ebenso aktiv, beispielsweise als Jurymitglied beim «Offiziellen» der Basler Fasnacht einen Namen gemacht. Auch am «Eidgenössischen Tambouren- und Pfeiferfest» vom 13.–15. Juni 2014 in Frauenfeld war er als Juror.
Unter dem Spitznamen «Heiliger Fridolin» ist Ivan Kym in Möhlin als Schnitzelbänkler bekannt, und seine Larve wurde als Frosch namens Fridolin gestaltet, der auf die seinem Elternhaus gegenüberliegende Fridolinskapelle Bezug nimmt. Für den ESAF-Festakt komponierte er zwei Stücke. Das Stück Links-Churz wurde von 150 Tambouren aufgeführt. Er komponiert auch Märsche und trat bei seiner eigenen Charivari-Nummer beim Vorfasnachtsanlass in Basel als Schauspieler auf. Auch führt er zwei verschiedene Gruppen an, die nicht nur trommeln, sondern ebenfalls eigene Kompositionen erstellen und Schnitzelbänke aufführen. Eines seiner bekanntesten Stücke ist Jetlag.
Ebenso war er politisch aktiv und kandidierte im Jahr 2012 und 2016 für die Partei CVP im Bezirk Rheinfelden.

## Auszeichnungen
- Vierfacher Kranzträger am Eidgenössischen Tambourenfest als Solotambour
- Mehrfacher Schweizer Meister, darunter 16 Mal am Stück[2]
- Fünffacher Basler Trommelkönig[10]